# جان مکسول (ورزشکار گلف)
جان مکسول (انگلیسی: John Maxwell; ۱۶ ژوئیهٔ ۱۸۷۱ – ۳ ژوئن ۱۹۰۶) ورزشکار گلف اهل ایالات متحده آمریکا بود.
وی در مسابقات کشوری و بین‌المللی در مجموع برندهٔ ۱ مدال نقره شده‌است.